# Coni vaginali di Plevnik
I coni vaginali o coni vaginali di Plevnik a pesi crescenti sono un utile strumento rieducativo nelle alterazioni della muscolatura perineale di donne con incontinenza urinaria; perché permettono di superare i limiti degli esercizi rieducativi della ginnastica di Kegel. Ideati nel 1985 da Stanislov Plevnik, sfruttano la forza di gravità; successivamente sono stati brevettati nel 2000 da Yvonne Russell, (Georgetown, SC) in una versione che può essere usata anche in posizione prona.
Nel 2016 Federico Villani modifica il brevetto inserendo all'interno dei coni una sfera Ben Wa per aiutare la propriocezione dei muscoli pelvici durante l'utilizzo. 

## Razionale clinico
Molte donne non hanno la motivazione a continuare con gli esercizi di Kegel per un periodo prolungato di tempo; al contrario oltre il 40% sono notevolmente migliorate con l'uso continuativo dei coni vaginali fino a 2 anni.
I coni vaginali somigliano ad un tampone interno e ne esistono 2 tipi:
1. coni di materiale plastico che hanno pesi crescenti a partire da 20 gr a 100 gr ciascuno,
2. cono vaginale unico con tappo a vite che permette l'inserimento di pesi diversi.

Essi devono essere inseriti in vagina e opportunamente trattenuti esercitando una contrazione della muscolatura perineale, contrazioni che sono insufficienti in caso di incontinenza urinaria da sforzo.

## Modo d'uso
Si inserisce il cono, con il giusto peso, per stimolare i muscoli pelvici a trattenere il cono in posizione.
1. Inizia con il cono che si può tenere per un minuto.
2. Si inizia facendo questo due volte al giorno.
3. Si aumenta progressivamente la lunghezza del tempo che si può tenere il cono in situ, fino a trattenerlo per 15 minuti.
4. È quindi possibile aumentare il peso, o utilizzare il cono successivamente più pesante.
5. Si continua fino a quando si può usare il cono più pesante presente nel set per 15 minuti, due volte al giorno.

Sono da evitare in talune circostanze:
- Mestruazioni.
- Quando l'attività sessuale è controindicata.
- In caso di infiammazioni e/o infezioni della vagina.
- In caso di prolasso uretrale.
- Prima delle due ore dopo un rapporto sessuale.
- Dopo una chirurgia delle pelvi prima dei 3 mesi
- in caso di disturbi psicologici.

## Vantaggi clinici
La chirurgia per incontinenza da sforzo non sarà mai efficace al 100% e priva di complicazioni, pertanto è importante che alle donne con incontinenza da sforzo sia data la possibilità di un trattamento conservativo in prima istanza. I coni vaginali in tal senso sono un metodo molto valido per rafforzare il pavimento pelvico ed hanno il vantaggio di non dover ricorrere al medico per la loro applicazione.
I coni vaginali sono stati studiati in donne con incontinenza urinaria da sforzo per 6 settimane ottenendo un miglioramento soggettivo del 68%, e il 47% di queste donne non ha richiesto ulteriori trattamenti aggiuntivi. Il trattamento con questi non ha provocato effetti collaterali, indicando la validità e sicurezza di impiego degli stessi nel migliorare sia la resistenza del pavimento pelvico che l'incontinenza da sforzo.
Altre ricerche indicano una non superiorità di una tecnica rispetto all'altra (esercizi di Kegel, coni vaginali o stimolazione elettrica) nel miglioramento del tono muscolare del pavimento pelvico in caso di incontinenza urinaria; anzi l'uso di due tecniche contemporaneamente pare migliori i risultati che si possono ottenere.
Patricia B Neumann et al. della University of South Australia, Adelaide, Australia in una ricerca di tipo metanalitico conclude sostenendo che non si hanno prove della superiorità di una tecnica rispetto all'altra e che l'uso combinato di più tecniche offre i risultati migliori; inoltre, il trattamento rieducativo richiede tempi di almeno 3 mesi e i miglioramenti si evidenziano soprattutto nelle donne non anziane.
Una Linea guida del 1996 della Agency for Health Care Policy and Research (AHCPR), conferma l'utilità di questa tecnica rieducativa.